# Vincent D’Onofrio
Vincent Philip D’Onofrio (ur. 30 czerwca 1959 na Brooklynie) – amerykański aktor, reżyser, producent filmowy, pisarz i piosenkarz.
W 1984 zadebiutował na Broadwayu w roli Nicka Rizzoliego w przedstawieniu Otwarte rekrutacje. Występował w produkcjach off-Broadwayowskich: Ząb zbrodni (drugi taniec) (1996), Uniewinniony (2002) i Clive (2013), a także w sztukach: Indianin chce Bronxu Israela Horovitza, Myszy i ludzie Johna Steinbecka, Skamieniały las Roberta Sherwooda i Seksualne perwersje w Chicago Davida Mameta.

## Filmografia

### Filmy
- 1987: Full Metal Jacket jako Leonard Lawrence/Gomer Pyle
- 1989: Krew bohaterów (The Blood of Heroes) jako Young Gar
- 1991: Za wcześnie umierać (Dying Young) jako Gordon
- 1991: JFK jako Bill Newman
- 1992: Gracz (The Player) jako David Kahane
- 1995: Dziwne dni (Strange Days) jako Burton Steckler
- 1996: Piętno Minnesoty (Feeling Minnesota) jako Sam Clayton
- 1997: Faceci w czerni (Men in Black) jako Edgar (Nagroda Saturn w kategorii najlepszy aktor drugoplanowy)
- 1998: Bracia Newton (The Newton Boys) jako Dock Newton
- 2000: Cela (The Cell) jako Carl Stargher (MTV Movie Awards 2001 – Najlepszy czarny charakter)
- 2002: Impostor: Test na człowieczeństwo (Impostor) jako Hathaway
- 2002: Jezioro Salton (The Salton Sea) jako Pooh-Bear
- 2006: Sztuka zrywania (The Break-Up) jako Dennis Grobowski, brat Gary’ego
- 2009: Gliniarze z Brooklynu (Brooklyn's Finest) jako Bobby „Carlo” Powers
- 2009: Mały Nowy Jork (Staten Island) jako Parmie Tarzo
- 2011: Zabić Irlandczyka (Kill the Irishman) jako John Nardi, gangster, wspólnik Greene’a
- 2012: Ogień zwalczaj ogniem jako Neil Hagan
- 2013: Kroniki lombardu (Pawn Shop Chronicles) jako Alton
- 2014: Mall jako Danny
- 2015: Jurassic World jako Vic Hoskins
- 2016: Pelé. Narodziny legendy (Pelé: Birth of a Legend) jako Vicente Feola
- 2016: W niepewnym boju (In Dubious Battle) jako London
- 2016: Siedmiu wspaniałych (The Magnificent Seven) jako Jack Horne
- 2016: Phantom Boy jako The Face
- 2017: Rings jako Galen Burke
- 2017: CHiPs: Motopatrol (CHiPs) jako Ray Kurtz
- 2017: Święta w El Camino (El Camino Christmas) jako Carl Hooker
- 2018: Życzenie śmierci (Death Wish) jako Frank Kersey
- 2019: The Kid jako szeryf Romero
- 2021: Oczy Tammy Faye (The Eyes of Tammy Faye) jako Jerry Falwell
- 2021: Niewybaczalne (The Unforgivable) jako John Ingram
- 2023: Inwestorzy amatorzy (Dumb Money) jako Steve Cohen
- 2023: Wildcat jako szeryf
- 2024: Lift jako Denton

### Seriale
- 1986: McCall (The Equalizer) jako Thomas Marley Jr.
- 1987: Policjanci z Miami (Miami Vice) jako Leon Wolf
- 1987: McCall (The Equalizer) jako Davy Baylor
- 1998–2000: Faceci w czerni (Men in Black: The series) jako Bugs (głos)
- 2001–2011: Prawo i porządek: Zbrodniczy zamiar (Law & Order: Criminal Intent) jako detektyw Robert Goren
- 2015–2018: Daredevil (Marvel’s Daredevil) jako Wilson Fisk / Kingpin
- 2017: BoJack Horseman – w roli samego siebie
- 2017: Emerald City jako Frank Morgan / Czarnoksiężnik z Krainy Oz
- 2017–2018: Ghost Wars jako ojciec Dan
- 2019–: Godfather of Harlem jako Vincent Gigante
- 2021: Hawkeye jako Wilson Fisk / Kingpin[4]
- 2022–2024: Assembled – w roli samego siebie
- 2024: Echo jako Wilson Fisk / Kingpin
- 2025–: Daredevil: Odrodzenie jako Wilson Fisk / Kingpin